# Liste der Ramsar-Gebiete im Irak
Ramsar-Gebiete im Irak sind nach der 1971 geschlossenen Ramsar-Konvention geschützte Feuchtgebiete im Irak. Diese sind von internationaler Bedeutung, nach der Absicht des internationalen völkerrechtlichen Vertrags insbesondere als Lebensraum für Wasser- und Watvögel. Im Irak sind vier Ramsar-Gebiete mit einer Gesamtfläche von 537.900 Hektar ausgewiesen.

## Liste der Ramsar-Gebiete
| Name des Gebiets | Bild          | Region                     | Koordinaten              | Ramsar-Gebietsnummer | Größe in Hektar | Ausweisungs- Datum | Anmerkungen                                                                                          |
| ---------------- | ------------- | -------------------------- | ------------------------ | -------------------- | --------------- | ------------------ | --- |
| Zentrale Sümpfe  | Bild gesucht  | Maisan, Thi-Qar und Basra  | 31,17611° N, 46,98333° O | 2241                 | 219.700         | 7. Apr. 2014       | Sumpfgebiet im Süden Iraks.                                                                          |
| Hammar-Sumpf     | Bild gesucht  | Al-Nasyriah Provinz        | 30,80611° N, 47,01694° O | 2242                 | 180.000         | 7. Apr. 2014       | Sumpfgebiet im Süden Iraks.                                                                          |
| Hawizeh-Sumpf    | Hawizeh Marsh | Basra                      | 31,41667° N, 47,63306° O | 1718                 | 137.700         | 17. Okt. 2007      | Sumpfgebiet im Süden Iraks.                                                                          |
| Sawa-See         | Sawa Lake     | al-Muthanna (Gouvernement) | 31,31278° N, 45,00611° O | 2240                 | 500             | 3. März 2014       | Der Sawa-See ist von einer Salzwüste umgeben. Ohne Zu- oder Abflüsse speist er sich aus Grundwasser. |